# Уилмотт, Альфред Джеймс
Альфред Джеймс Уилмотт (англ. Alfred James Wilmott, 1888—1950) — английский ботаник.

## Биография
Альфред Джеймс Уилмотт родился 31 декабря 1888 года в Кенсингтоне и Челси в Англии. Работал хранителем гербария в Британском музее в Лондоне.
Альфред Уилмотт был редактором десятого издания книги Manual of British Botany Чарльза Бабингтона 1922 года. Также Уилмотт был автором нескольких публикаций в журнале Watsonia.

## Растения, названные в честь А. Уилмотта
- Astragalus wilmottianus Stoj., 1926
- Sorbus wilmottiana E.F.Warb., 1967